# Fuchū, Hiroshima
Fuchū (府中市 (Phủ Trung thị) Fuchū-shi) là một thành phố thuộc tỉnh Hiroshima, Nhật Bản.